# Sci di fondo ai VI Giochi olimpici invernali
Nello sci di fondo ai VI Giochi olimpici invernali di Oslo del 1952 furono disputate quattro gare. Per la prima volta venne prevista una gara femminile sulla distanza di 10 km, che affiancò la 18 km, la 50 km e la staffetta 4x10 km maschili.  Le medaglie assegnate furono ritenute valide anche ai fini dei Campionati mondiali di sci nordico 1952.

## Calendario
| Sci di fondo ai VI Giochi olimpici invernali | Sci di fondo ai VI Giochi olimpici invernali | Sci di fondo ai VI Giochi olimpici invernali | Sci di fondo ai VI Giochi olimpici invernali | Sci di fondo ai VI Giochi olimpici invernali | Sci di fondo ai VI Giochi olimpici invernali | Sci di fondo ai VI Giochi olimpici invernali | Sci di fondo ai VI Giochi olimpici invernali | Sci di fondo ai VI Giochi olimpici invernali | Sci di fondo ai VI Giochi olimpici invernali | Sci di fondo ai VI Giochi olimpici invernali | Sci di fondo ai VI Giochi olimpici invernali | Sci di fondo ai VI Giochi olimpici invernali |
| Eventi / Giorni                              | Febbraio 1952                                | Febbraio 1952                                | Febbraio 1952                                | Febbraio 1952                                | Febbraio 1952                                | Febbraio 1952                                | Febbraio 1952                                | Febbraio 1952                                | Febbraio 1952                                | Febbraio 1952                                | Febbraio 1952                                | Febbraio 1952                                |
| Eventi / Giorni                              | 14                                           | 15                                           | 16                                           | 17                                           | 18                                           | 19                                           | 20                                           | 21                                           | 22                                           | 23                                           | 24                                           | 25                                           |
| -------------------------------------------- | -------------------------------------------- | -------------------------------------------- | -------------------------------------------- | -------------------------------------------- | -------------------------------------------- | -------------------------------------------- | -------------------------------------------- | -------------------------------------------- | -------------------------------------------- | -------------------------------------------- | -------------------------------------------- | -------------------------------------------- |
| 18 km maschile                               |                                              |                                              |                                              |                                              | Finale                                       |                                              |                                              |                                              |                                              |                                              |                                              |                                              |
| 50 km maschile                               |                                              |                                              |                                              |                                              |                                              |                                              | Finale                                       |                                              |                                              |                                              |                                              |                                              |
| Staffetta maschile                           |                                              |                                              |                                              |                                              |                                              |                                              |                                              |                                              |                                              | Finale                                       |                                              |                                              |
| 10 km femminile                              |                                              |                                              |                                              |                                              |                                              |                                              |                                              |                                              |                                              | Finale                                       |                                              |                                              |

## Podi
| Evento                       | Oro                                                            | Perform. | Argento                                                                  | Perform. | Bronzo                                                            | Perform. |
| Gare Maschili                |                                                                |          |                                                                          |          |                                                                   |          |
| 18 Km (dettagli)             | Hallgeir Brenden                                               | 1:01'34" | Tapio Mäkelä                                                             | 1:02'09" | Paavo Lonkila                                                     | 1:02'20" |
| 50 Km (dettagli)             | Veikko Hakulinen                                               | 3:33'33" | Eero Kolehmainen                                                         | 3:38'11" | Magnar Estenstad                                                  | 3:38'28" |
| Staffetta 4x10 Km (dettagli) | Finlandia Heikki Hasu Paavo Lonkila Urpo Korhonen Tapio Mäkelä | 2:20'16" | Norvegia Magnar Estenstad Mikal Kirkholt Martin Stokken Hallgeir Brenden | 2:23'13" | Svezia Nils Täpp Sigurd Andersson Enar Josefsson Martin Lundström | 2:24'13" |
| Gare Femminili               |                                                                |          |                                                                          |          |                                                                   |          |
| 10 Km (dettagli)             | Lydia Wideman                                                  | 41'40"   | Mirja Hietamies                                                          | 42'39"   | Siiri Rantanen                                                    | 42'50"   |

## Medagliere
| Posizione | Paese     |   |   |   | Totale |
| --------- | --------- | - | - | - | ------ |
| 1         | Finlandia | 3 | 3 | 2 | 8      |
| 2         | Norvegia  | 1 | 1 | 1 | 3      |
| 3         | Svezia    | 0 | 0 | 1 | 1      |
| Totale    | Totale    | 4 | 4 | 4 | 12     |